# Дыбенко, Георгий Иванович
Георгий Иванович Дыбенко (род. 1928) — советский метатель молота, чемпион и призёр чемпионатов СССР, участник летних Олимпийских игр 1952 года в Хельсинки. На квалификационном этапе соревнований Олимпиады прошёл в финал с результатом 53,70 м. В финале Дыбенко метнул молот на 55,03 м и занял итоговое 8-е место. В метании молота команду СССР на Олимпиаде представляли, кроме Дыбенко, также Николай Редькин и Михаил Кривоносов. По итогам соревнований Редькин занял 5-е место, а Кривоносов в финале не смог сделать ни одной результативной попытки. Таким образом, советская команда в этой дисциплине осталась без наград.

## Выступления на чемпионатах СССР
- Чемпионат СССР по лёгкой атлетике 1950 года:
  - Метание молота —  (51,77);
- Чемпионат СССР по лёгкой атлетике 1951 года:
  - Метание молота —  (54,43);
- Чемпионат СССР по лёгкой атлетике 1952 года:
  - Метание молота —  (55,05);